# مشعل الأحمد الجابر الصباح
الشيخ مشعل الأحمد الجابر الصباح (مواليد 27 سبتمبر 1940) أمير دولة الكويت منذ 16 ديسمبر 2023، وهو الأمير السابع عشر من أسرة الصباح، والسابع بعد الاستقلال عن المملكة المتحدة، والابن السابع للشيخ أحمد الجابر الصباح حاكم الكويت السابق.

## حياته
ولد الشيخ مشعل الأحمد في يوم الجمعة 25 شعبان 1359هـ الموافق 27 سبتمبر 1940 في الكويت، وهو الابن السابع للشيخ أحمد الجابر المبارك الصباح حاكم الكويت الأسبق، والدته هي مريم مريط الحويلة. الشيخ مشعل هو الأخ الأصغر غير الشقيق لثلاثة أمراء للكويت: الشيخ جابر الأحمد الجابر الصباح (1977–2006)، الشيخ صباح الأحمد الجابر الصباح (2006–2020) والشيخ نواف الأحمد الجابر الصباح (2020 – 2023).
تلقَّى تعليمه الابتدائي في المدرسة المباركية. ثم درس في كلية لندن للشرطة في بريطانيا وتخرَّج فيها عام 1960. وبعد تخرجه التحق بوزارة الداخلية وتدرَّج في المناصب حتى أصبح رئيسًا للمباحث العامة (التي تحوَّلت في عهده إلى "أمن الدولة") برتبة عقيد في عام 1967 حتى عام 1980 فكان أول مدير له.
عين الشيخ مشعل رئيسًا فخريًّا لجمعية الطيَّارين ومهندسي الطيران الكويتية بين (1973 ــ 2017م)، ورئيسًا فخريًّا للجمعية الكويتية لهُواة اللاسلكي سنة 1979 وكان أحدَ مؤسسي الجمعية.
عيَّنه الشيخ جابر الأحمد الجابر الصباح أمير دولة الكويت عام 1977 رئيسًا لديوانية شعراء النبط.
وفي 13 يناير 2004 أصدر الشيخ جابر الأحمد الجابر الصباح أمير دولة الكويت مرسومًا أميريًا بتعيينه نائبًا لرئيس الحرس الوطني بدرجة وزير وشغل المنصب حتى توليه ولاية العهد.
وفي الحرس الوطني الكويتي، قاد الشيخ مشعل عملية إصلاح الوكالة وقمع الفساد، وفي عام 2019 انضم الحرس الوطني الكويتي خلال فترة ولاية مشعل إلى الرابطة الدولية لقوات الدرك وقوات الشرطة ذات الوضع العسكري.
كان الشيخ مشعل مرافقاً للشيخ صباح الأحمد الجابر الصباح أمير دولة الكويت في العديد من زياراته الخارجية، بما في ذلك إلى مايو كلينك في الولايات المتحدة لتلقي العلاج الطبي وكما كان هو من يدير شؤون الحرس الوطني عندما كان نائبًا لرئيس الحرس الوطني وذلك نظراً لمرض الشيخ سالم العلي السالم الصباح رئيس الحرس الوطني.

## ولاية العهد
بعد وفاة الشيخ صباح الأحمد الجابر الصباح وتولي ولي عهده الشيخ نواف الأحمد الجابر الصباح مقاليد الحكم في يوم الثلاثاء 29 سبتمبر 2020 أصدر الشيخ نواف الأحمد أمير الكويت أمرًا أميريًّا في يوم الأربعاء 7 أكتوبر 2020 بتزكيته لولاية العهد. وبايعه مجلس الأمة بالإجماع وليًّا للعهد في جلسته الخاصة التي عقدها صباح يوم الخميس 8 أكتوبر 2020، وأصدر الشيخ نواف الأحمد في صباح اليوم نفسه أمرًا أميريًّا بتعيينه وليًّا للعهد، وأدَّى في اليوم ذاته اليمينَ الدستورية أمام الأمير وليًّا للعهد وأمام مجلس الأمة نائبًا للأمير.

### تفويضه بصلاحيات الأمير
في يوم الاثنين 15 نوفمبر 2021 أصدر الشيخ نواف الأحمد الجابر الصباح أمير دولة الكويت نظرًا لحالته الصحية أمرًا أميريًّا بالاستعانة بولي العهد الشيخ مشعل الأحمد؛ لممارسة بعض اختصاصات الأمير الدستورية، ونصَّ الأمرُ الأميري على تفويض ولي العهد الشيخ مشعل الأحمد بصلاحيات الأمير الآتية:
1. إجراء المشاورات التقليدية لتعيين رئيس مجلس الوزراء.
2. تعيين رئيس مجلس الوزراء والوزراء وإعفاؤهم وقبول استقالتهم.
3. أداء رئيس مجلس الوزراء والوزراء لليمين الدستورية وأداء الموظفين لليمين الدستورية التي تنص القوانين على أدائها أمام الأمير.
4. التصديق على المراسيم الأميرية المرفوعة من مجلس الوزراء وإصدارها.
5. اقتراح القوانين والتصديق عليها بعد موافقة مجلس الأمة.
6. إصدار المراسيم بقوانين.
7. إبرام المعاهدات الدولية.
8. اختصاصات الأمير في شؤون مجلس الأمة.
9. إعلان الأحكام العرفية.
10. تعيين السفراء وقبول أوراق اعتمادهم.

## الإنجازات
- كان له بصَمات واضحة في تطوير جهاز أمن الدولة، فقد حرَص على النهوض به وبقدُرات منتسبيه.
- شهد الحرس الوطني في حِقبة توليه منصب (نائب رئيس الحرس الوطني) مراحلَ من التطوير وصلت إلى تميز هذه المؤسسة العسكرية الأمنية في القيام بواجباتها ومهامها في منظومة الدفاع عن الوطن، والحفاظ على أمنه واستقراره، مساندًا في ذلك وزارتي الدفاع والداخلية وقوة الإطفاء العام.
- حصل ديوان نائب رئيس الحرس الوطني في عهده على ( جائزة جابر للجودة ) و"شهادة الآيزو".
- تمكَّن الحرس الوطني في عهده من قراءة دوره الإستراتيجي وَفق ثلاث خُطط إستراتيجية خمسية: (2010 – 2015) "الأمن أساس التنمية"، و (2015 – 2020) "الأمن أولًا"، و(2020 – 2025) "حماية وسند".
- قام الحرس الوطني في عهده بتجهيز عناصرَ فنية ذات كفاءة وتدريب لديهم خبرة ودراية للتعامل مع الظروف الاستثنائية، باستخدام تقنيات حديثة ومطوَّرة، وأبرم الحرس الوطني عدَّة بروتوكولات تعاون مع الأجهزة الحيوية بالدولة ليقدم لها يدَ العون وقت الحاجة إليه.
- قام الحرس الوطني في عهده بدور فعَّال في التصدي لأزمة الأمطار 2018، وفي مواجهة التسرُّب الإشعاعي في المنشآت النفطية، وفي دعم قوة الإطفاء العام في مكافحة بعض الحوادث الكبرى، وشارك الجهات المعنية في الدولة لمواجهة تحديات انتشار فيروس كورونا المستجد "كوفيد- 19".
- على المستوى الإقليمي والدولي عقد الحرس الوطني في عهده اتفاقيات تعاون مشترك مع عدد من الدول الشقيقة والصديقة، وصولًا لتمثيل الحرس الوطني دولةَ الكويت في الاتحاد الدَّولي لقوات الشرطة والدرك (FIEP).[3]

## توليه مقاليد الحُكم
في ظهر يوم السبت 3 جمادى الآخرة 1445هـ الموافق 16 ديسمبر 2023 تُوفي أمير الكويت الشيخ نواف الأحمد الجابر الصباح وعقد مجلس الوزراء اجتماعًا استثنائيًّا، وفي الاجتماع أعلن المجلس المناداةَ بولي العهد الشيخ مشعل الأحمد الجابر الصباح أميرًا للبلاد؛ عملًا بالمادة الرابعة من قانون توارث الإمارة.
وفي يوم الأربعاء 20 ديسمبر 2023 أدى أمير الكويت الشيخ مشعل الأحمد الجابر الصباح اليمين الدستورية في جلسة خاصة أمام مجلس الأمة، والذي يعد شرطاً لممارسة سلطاته الدستورية حسب المادة 60 من الدستور الكويتي . وجاء في نص القسم:
| مشعل الأحمد الجابر الصباح | أقسم بالله العظيم أن أحترم الدستور وقوانين الدولة، وأذود عن حريات الشعب ومصالحه وأمواله، وأصون استقلال الوطن وسلامة أراضيه. | مشعل الأحمد الجابر الصباح |

### خطاب مجلس الأمة

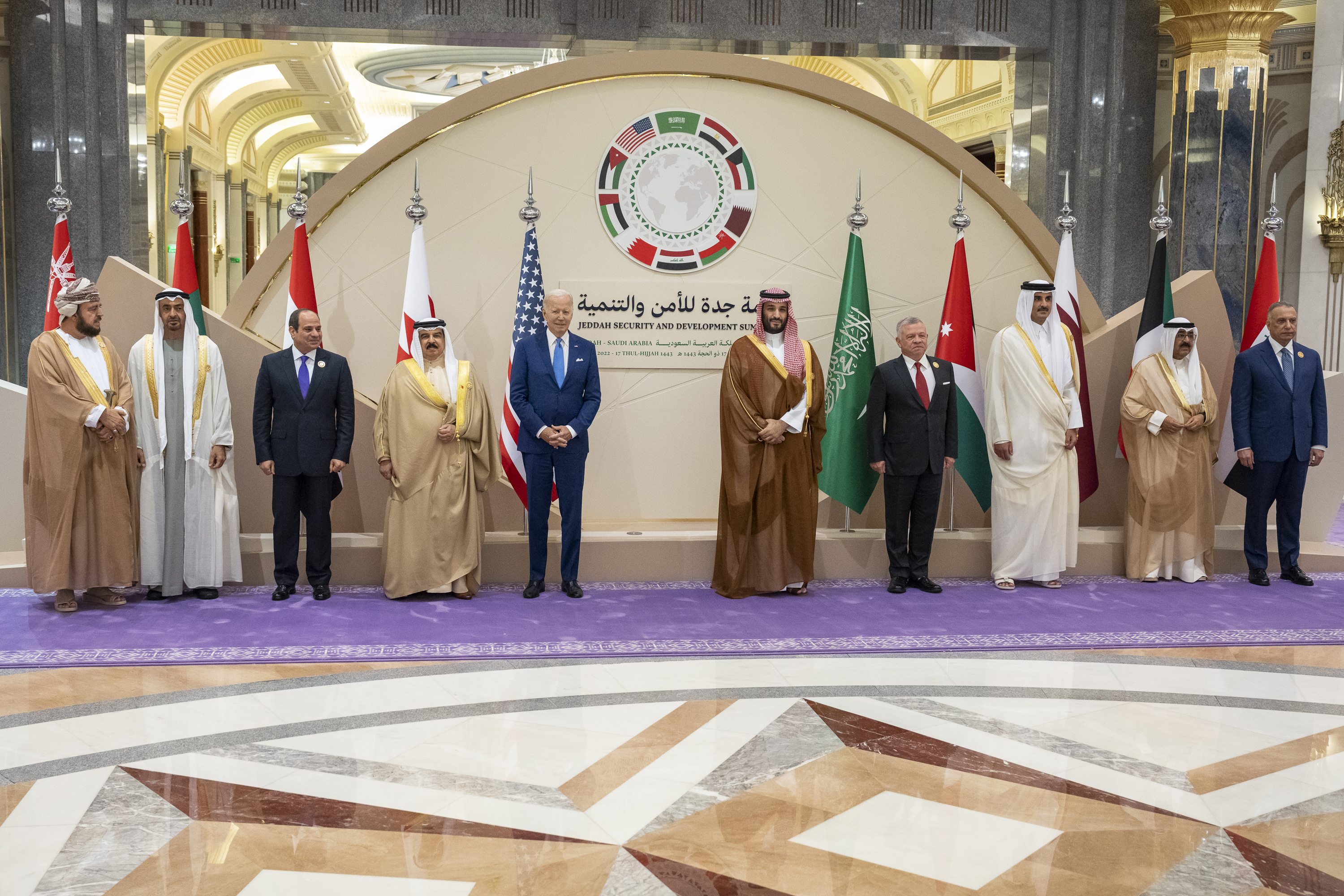
الشيخ مشعل الصباح (الثاني من اليمين) يشارك في قمة جدة للأمن والتنمية عام 2022.

بعد أداءه اليمين الدستورية أمام مجلس الأمة قرأ الشيخ مشعل خطابًا وجه فيه انتقادات حادة للسلطتين التشريعية والتنفيذية بدأه بقوله: «لم نلمس تغيير أو تصحيح المسار» في إشارة إلى الخطاب الأميري الذي ألقاه في 22 يونيو 2022 ودعا فيه إلى «تصحيح المسار»، وجرى بعده حلّ مجلس الأمة في أغسطس 2022، وإجراء انتخابات جديدة، ثم تلا الخطاب قائلا: «لم نلمس أي تغيير أو تصحيح للمسار، بل وصل الأمر إلى أبعد من ذلك عندما تعاونت السلطتان التشريعية والتنفيذية واجتمعت كلمتهما على الإضرار بمصالح البلاد والعباد، وما حصل من تعيينات ونقل في بعض الوظائف والمناصب التي لا تتفق مع أبسط معايير العدالة والإنصاف، وما حصل كذلك في ملف الجنسية من تغيير للهوية الكويتية، وما حصل في ملف العفو وما ترتب عليه من تداعيات، وما حصل من تسابق لملف رد الاعتبار لإقراره... لهو خير شاهد ودليل على مدى الإضرار بمصالح البلاد ومكتسباتها الوطنية».
وبعد وقت قصير من كلمة الشيخ مشعل قدمت الحكومة الكويتية استقالتها، وصدر أمر أميري بقبول استقالة رئيس مجلس الوزراء والوزراء على أن يستمر كل منهم بتصريف العاجل من شؤون منصبه لحين تشكيل الوزارة الجديدة.

## السياسة الداخلية

### الاستقرار السياسي
كان الشيخ مشعل الأحمد منذ أن كان ولياً للعهد حريصاً على أستقرار العلاقة السلطتين التشريعية والتنفيذية وأنهاء حالة التوتر التأزيم والصدام بين السلطتين والتي كانت تشهدها الكويت خلال السنوات السابقة وخصوصاً خلال الفترة (2020 - 2022) حيث كان يؤدي التوتر بين السلطتين إلى حل مجلس الأمة وانتخاب مجلس جديد أو استقالة الحكومة وتشكيل حكومة جديدة
وكان للشيخ مشعل الأحمد ولي العهد أنذاك دوراً رئيسياً في إنهاء الأزمة السياسية التي شهدتها الكويت بين مجلس الأمة 2020 وحكومة الشيخ صباح الخالد حيث وجه الشيخ مشعل في 22 يونيو 2022 كلمة إلى الشعب الكويتي نيابتاً عن أمير الكويت أنذاك الشيخ نواف الأحمد الصباح حيث أعلن خلال الكلمة حل مجلس الأمة والدعوة لانتخابات جديدة وكما أعلن خلال الكلمة عدم تدخل الحكومة في التصويت بانتخابات رئاسة مجلس الأمة وانتخابات لجان المجلس  حيث كان التدخل الحكومي في التصويت بانتخابات رئاسة مجلس الأمة وانتخابات لجان المجلس احد اسباب التوتر بين السلطتين وفي 2 أغسطس 2022 صدر مرسوماً بحل مجلس الأمة  واجريت انتخابات المجلس الجديد في 29 سبتمبر 2022 إلا أن الكويت شهدت أزمة السياسية جديدة بعد صدور حكم المحكمة الدستورية في 19 مارس 2023 بإبطال مجلس الأمة 2022 وعودة مجلس الأمة 2020 كأن الحل لم يكن  وكان للشيخ مشعل الأحمد ولي العهد أنذاك دوراً في أنهاء الأزمة من خلال حله لمجلس الأمة 2020 مجدداً والدعوة لانتخابات جديدة وتأكيده على الالتزام بما أكد عليه في خطاب 22 يونيو 2022وجرت الانتخابات في 6 يونيو 2023

### الاصلاح والتنمية
كان الشيخ مشعل الأحمد أيضاً حريصاً على تحقيق الإصلاح والتنمية وحريصاً على عدم تضيع الوقت في تحقيق الإصلاح والتنمية حيث لم يتردد في توجيه الانتقاد للسلطتين التشريعية والتنفيذية في حال الخطأ أو التقصير حيث سبق وأن انتقد الشيخ مشعل الأحمد عندما كان ولياً للعهد عند افتتاحه لدور الانعقاد الثاني لمجلس الأمة في 31 أكتوبر 2023 الممارسات السلبية لبعض أعضاء مجلس الأمة وكما انتقد أداء الحكومة حيث قال: «فما زال أداء الحكومة لم يحقق ولم يلامس طموحات وتطلعات المواطنين بالرغم من دعم القيادة السياسية لها فما زال هاذا العمل صفته التردد في اتخاذ القرارات والبطء في التنفيذ وعدم ايجاد البدائل والحلول للمشاريع التي تقترحها الحكومة وعدم تنفيذ برامج عملها خصوصاً في المسائل والموضوعات التي لا تحتاج إلى تدخل تشريعي من قبل مجلس الأمة»  وكما وجه الشيخ مشعل الأحمد أيضاً انتقادات للسلطتين التشريعية والتنفيذية في خطابه الذي ألقاه في جلسة 20 ديسمبر 2023 بعد أداءه اليمين الدستورية أمام المجلس حيث قال: «لم نلمس أي تغيير أو تصحيح للمسار، بل وصل الأمر إلى أبعد من ذلك عندما تعاونت السلطتان التشريعية والتنفيذية واجتمعت كلمتهما على الإضرار بمصالح البلاد والعباد، وما حصل من تعيينات ونقل في بعض الوظائف والمناصب التي لا تتفق مع أبسط معايير العدالة والإنصاف، وما حصل كذلك في ملف الجنسية من تغيير للهوية الكويتية، وما حصل في ملف العفو وما ترتب عليه من تداعيات، وما حصل من تسابق لملف رد الاعتبار لإقراره... لهو خير شاهد ودليل على مدى الإضرار بمصالح البلاد ومكتسباتها الوطنية» 

### مجلس الأمة
في 15 فبراير 2024، أصدر الشيخ مشعل مرسوماً بحل مجلس الأمة 2023 بناء على ما بدر من مجلس الأمة من تجاوز للثوابت الدستورية في إبراز الاحترام الواجب للمقام السامي وتعمد استخدام العبارات الماسة غير المنضبطة. وبرزت الأزمة حين رفض النواب شطب مداخلة نائب تضمنت عبارات يعتقد أنها تمس بالذات الأميرية. وتم بعد ذلك الدعوة لانتخابات جديدة لمجلس الأمة بتاريخ 4 أبريل 2024.
وفي 10 مايو 2024 وجه الشيخ مشعل الأحمد خطاباً إلى الشعب الكويتي حيث أعلن خلال الخطاب حل مجلس الأمة 2024 وتعليق العمل ببعض مواد الدستور وذكر أمير دولة الكويت في خطابه بأن الكويت مرت خلال الفترة الماضية بأوقات صعبة كان لها انعكاسات على جميع الأصعدة وكما أكد أمير دولة الكويت بأنه لن يسمح على الإطلاق بأن تستغل الديمقراطية لتحطيم الدولة وكما انتقد أمير دولة الكويت في خطابه تدخل بعض أعضاء مجلس الأمة في اختصاصات الأمير واختياره لولي عهده ورئيس الوزراء والوزراء وكما انتقد تعسف بعض أعضاء مجلس الأمة في استخدام أداة الاستجواب من خلال التهديد بتقديم استجواب بمجرد أن يعود أحد الوزراء إلى حقيبته الوزارية. وبعد الخطاب أصدر الشيخ مشعل الأمر أميري بحل مجلس الأمة وتعليق العمل ببعض مواد الدستور.

### الهوية الوطنية
أولى الشيخ مشعل الأحمد اهتماماً بملف الهوية الوطنية وحمايتها، وأكد في خطابه للشعب الكويتي بمناسبة العشر الأواخر من شهر رمضان المبارك 1445 ما تمثله الهوية الوطنية من بقاء ووجود وقضية حكم ومصير بلد، وقال: إن الاعتداء عليها هو اعتداء على كِيان الدولة ومقوِّماتها الأساسية ولا يمكن السكوت عنه.
ومنذ مارس 2024 صدرت العديد من المراسيم والقرارات بسحب الجنسية الكويتية من الأشخاص الذين حصلوا عليها بالتزوير أو الغش أو مزدوجي الجنسية.

## حياته العائلية
متزوج بـ:
- الشيخة نورية صباح السالم الصباح.
- منيرة بداح المطيري.
- نورة بنت حزام الحثلين العجمي

ولديه من الأولاد والبنات:
- الشيخة محاسن
- الشيخة مكارم
- الشيخة مفاتن
- الشيخة شيخة
- الشيخة هلا
- الشيخة نوف
- الشيخ أحمد (مواليد 22 ديسمبر 1971) - رئيس جهاز متابعة الأداء الحكومي
- الشيخ طلال (مواليد 1989)
- الشيخة بيبي
- الشيخ فهد
- الشيخ جابر
- الشيخ علي (مواليد 1999)

## الأوسمة الممنوحة
- أثناء توليه منصب (نائب رئيس الحرس الوطني) منحَه رئيسُ الجمهورية الفرنسية (وسام قائد جوقة الشرف).[34]
- قلادة الملك عبدالعزيز أرفع وسام مدني في المملكة العربية السعودية.[35]
- وسام آل سعيد أرفع وسام مدني في سلطنة عُمان.[36]
- سيف المؤسس الشيخ جاسم بن محمد آل ثاني أرفع وسام مدني في دولة قطر .[37][38]
- قلادة الشيخ عيسى بن سلمان آل خليفة أرفع وسام مدني في مملكة البحرين.[39]
- وسام زايد أرفع وسام مدني في الإمارات العربية المتحدة.[40]
- قلادة الحسين بن علي أرفع وسام مدني في المملكة الأردنية الهاشمية.[41]
- قلادة النيل أرفع وسام مدني في جمهورية مصر العربية.[42]
- وسام الدولة أرفع وسام يتم منحه لرؤساء الدول في جمهورية تركيا [43]

## وصلات خارجية
- مشعل الأحمد الجابر الصباح على موقع IMDb (الإنجليزية)
- مشعل الأحمد الجابر الصباح على موقع مونزينجر (الألمانية)

| مشعل الأحمد الجابر الصباح آل صباحولد: 27 سبتمبر 1940 |                            |                                          |
| سبقه نواف الأحمد الجابر الصباح                       | أمير الكويت 16 ديسمبر 2023 | الحالي ولي العهد: صباح خالد الحمد الصباح |